# Сельское поселение Малодубенское
Сельское поселение Малодубенское —  упразднённое муниципальное образование со статусом сельского поселения в Орехово-Зуевском районе Московской области России. 1 января 2018 года его территория вошла в городской округ Орехово-Зуево.

## Общие сведения
Образовано в ходе муниципальной реформы, в соответствии с Законом Московской области от 28.02.2005 года № 67/2005-ОЗ «О статусе и границах Орехово-Зуевского муниципального района и вновь образованных в его составе муниципальных образований».
Административный центр — деревня Малая Дубна.
Глава сельского поселения — Симаков Альберт Алексеевич. Адрес администрации: 142631, Московская область, Орехово-Зуевский район, деревня Малая Дубна, улица Центральная, дом 46.

## География
Расположено в северной части района. На юго-востоке граничит с сельским поселением Верейским, на юге — с городским округом Орехово-Зуево и сельским поселением Демиховским, на западе — с сельским поселением Кузнецовским Павлово-Посадского района и городским округом Электрогорск, на севере и востоке — с Петушинским районом Владимирской области. Площадь территории сельского поселения — 14 890 га.

## Население
| 2006  | 2007  | 2008  | 2009  | 2010  | 2011  |
| ----- | ----- | ----- | ----- | ----- | ----- |
| 2862  | ↘2559 | ↘2539 | ↘2527 | ↗2593 | ↗2641 |
| 2012  | 2013  | 2014  | 2015  | 2016  | 2017  |
| →2641 | ↗2647 | ↘2581 | ↗2608 | ↘2573 | ↘2562 |

## Состав сельского поселения
В состав сельского поселения входят 12 населённых пунктов упразднённой административно-территориальной единицы — Малодубенского сельского округа:
| Вид      | Наименование       | Население, чел. (2010) |
| -------- | ------------------ | ---------------------- |
| деревня  | Большая Дубна      | 130                    |
| посёлок  | Исаакиевское Озеро | 56                     |
| местечко | Крольчатник        | 68                     |
| деревня  | Малая Дубна        | 1968                   |
| деревня  | Никулино           | 66                     |
| деревня  | Ожерелки           | 96                     |
| деревня  | Плотава            | 36                     |
| деревня  | Поточино           | 46                     |
| посёлок  | Пригородный        | 32                     |
| посёлок  | станции Поточино   | 0                      |
| деревня  | Тепёрки            | 48                     |
| деревня  | Трусово            | 47                     |